# Östra Åselbäcktjärnen
Östra Åselbäcktjärnen är en sjö i Torsby kommun i Värmland och ingår i Göta älvs huvudavrinningsområde. Sjön är 8,5 meter djup, har en yta på 0,0579 kvadratkilometer och befinner sig 403,7 meter över havet.

## Delavrinningsområde
Östra Åselbäcktjärnen ingår i det delavrinningsområde (672011-134042) som SMHI kallar för Inloppet i Ljusnetjärnarna. Medelhöjden är 430 meter över havet och ytan är 43,78 kvadratkilometer. Det finns inga avrinningsområden uppströms utan avrinningsområdet är högsta punkten. Norsälven (Ljusnan) som avvattnar avrinningsområdet har biflödesordning 2, vilket innebär att vattnet flödar genom totalt 2 vattendrag innan det når havet efter 418 kilometer. Avrinningsområdet består mestadels av skog (90 procent). Avrinningsområdet har 0,93 kvadratkilometer vattenytor vilket ger det en sjöprocent på 2,1 procent.